# Paul Collier (árbitro de snooker)
Paul Collier (Newport, 30 de julio de 1970) es un árbitro de snooker galés.

## Biografía
Nació en la ciudad galesa de Newport en 1970. Arbitra partidos del circuito profesional de snooker desde 1992. Arbitró una final del Campeonato Mundial de Snooker por primera vez en 2004, cuando en el Crucible Theatre de Sheffield se enfrentaron Ronnie O'Sullivan y Graeme Dott. Repitió en 2016, con Mark Selby y Ding Junhui, y en 2021, esta vez con Selby y Shaun Murphy.